# Major League Gaming
Major League Gaming (MLG), fundada em 2002 por Sundance DiGiovanni e Mike Sepso, foi uma organização norte americana profissional de esportes eletrônicos, com sede em Nova Iorque. A MLG realiza torneios oficiais de jogos eletrônicos ao redor dos Estados Unidos e Canadá. As competições da MLG já foram transmitidas na televisão, ESPN.com, e outros sítios de banda larga. A empresa tem se envolvido em produções de televisão, e desenvolvimento de jogos. O objetivo da MLG é elevar os torneios de jogos de computador e console para competitições e eventos com espectadores. A MLG adquiriu a Agora Games em 18 de agosto de 2009.
Em janeiro de 2016, a publicadora de jogos eletrônicos Activision Blizzard anunciou sua aquisição da Major League Gaming. A empresa, cuja própria divisão de esportes eletrônicos é liderada pelo cofundador da MLG, Mike Sepso, afirmou que pretendia alavancar a compra como parte de seus planos de construir uma rede de televisão focada em esportes eletrônicos.

## Pro Circuit
O circuito profissional da MLG, atualmente, inclui Halo: Reach para o Xbox 360 e StarCraft II para o PC. Call of Duty: Modern Warfare 2 para o Playstation 3 é o único título online do Pro Circuit. Chris "Pucket" Pucket é o narrador dos eventos MLG Live. Scott "Gandhi" Lussier fornece comentários profissionais em diversas transmissões da MLG. Danish "DMAQ" Maqbool é o co-apresentador do MLG Pregame. Julie "Julie" Alexandria apresenta o Old Spice Report, assim como faz comentários externos nos eventos MLG Live.
A Major League Gaming também realiza uma série de qualificatórias online para os títulos "online-only" do circuito profissional, que classiicam para o torneio nacional. No passado, a MLG apresentava torneios de Super Smash Bros Melee durante a 2006 MLG Season e outros jogos, como Halo: Combat Evolved, Halo 2, Tekken 5, Gears of War, Tom Clancy's Rainbow Six Vegas, Shadowrun, Tom Clancy's Rainbow Six: Vegas 2, Call of Duty 4 e Gears of War 2.
Cada time deve comprar um team pass para competir. Times de Halo 3, Gears of War e Rainbow Six: Vegas possuem quatro membros, enquanto times de World of WarCraft incluem três membros.

Antigo logo da MLG

Em 6 de Fevereiro de 2009, o comissário da MLG John Nelson comentou com a comunidade sobre mudanças no formato para o circuito profissional de 2009. Times semi-profissionais agora tinham a oportunidade de ganhar status profissional. O sistema de pontos no ranking e a tabela do torneio também foram modificados.
Em março de 2010, foi anunciado que jogos de luta estariam retornando ao circuito profissional, com Tekken 6 exclusivamente no PlayStation 3, e o retorno da competição Smash com Super Smash Bros. Brawl. Esses dois jogos aparecerão na abertura da temporada, em Orlando, junto com a bandeira da liga, Halo 3, que completará três temporadas na liga. Call of Duty: Modern Warfare 2 estará estreando no Onlien Pro Circuit no Gamebattles para PlayStation 3. Originalmente, o jogo estava em ambos Xbox 360 e PlayStation 3. Devido ao excesso de hacks no Xbox 360, essa versão foi removida do circuito. Prêmios continuarão os mesmos para ambos os consoles. Jogadores de PlayStation 3 poderão acumular Pro Points. Aqueles com Pro Points suficientes no final da terceira temporada do Online Pro Circuit serão elegíveis para competir ao vivo na MLG Nationals, que será realizado em Dallas. Aqueles que competem no Xbox 360 não receberão Pro Points e terão que participar do torneio online. Em 30 de Julho de 2010, foi anunciado que StarCraft II será adicionado ao Pro Circuit. A estréia oficial aconteceu na MLG Raleigh.
A temporada de 2011 incluirá quatro títulos: Halo: Reach, StarCraft 2, Call of Duty: Black Ops e League of Legends, que foi adicionado durante a temporada. Além disso, algo que o MLG Pro Circuit não havia visto desde 2005, Pool Play. Os 16 melhores times receberão seeds para 4 grupos de 5 times, onde o 5° time será um time amador. O time com o melhor recorde através da pool play avançará para as semi-finais da winner's bracket, assegurando um final entre os 6 melhores.